# Erzsébet királyné szobor (Makó)

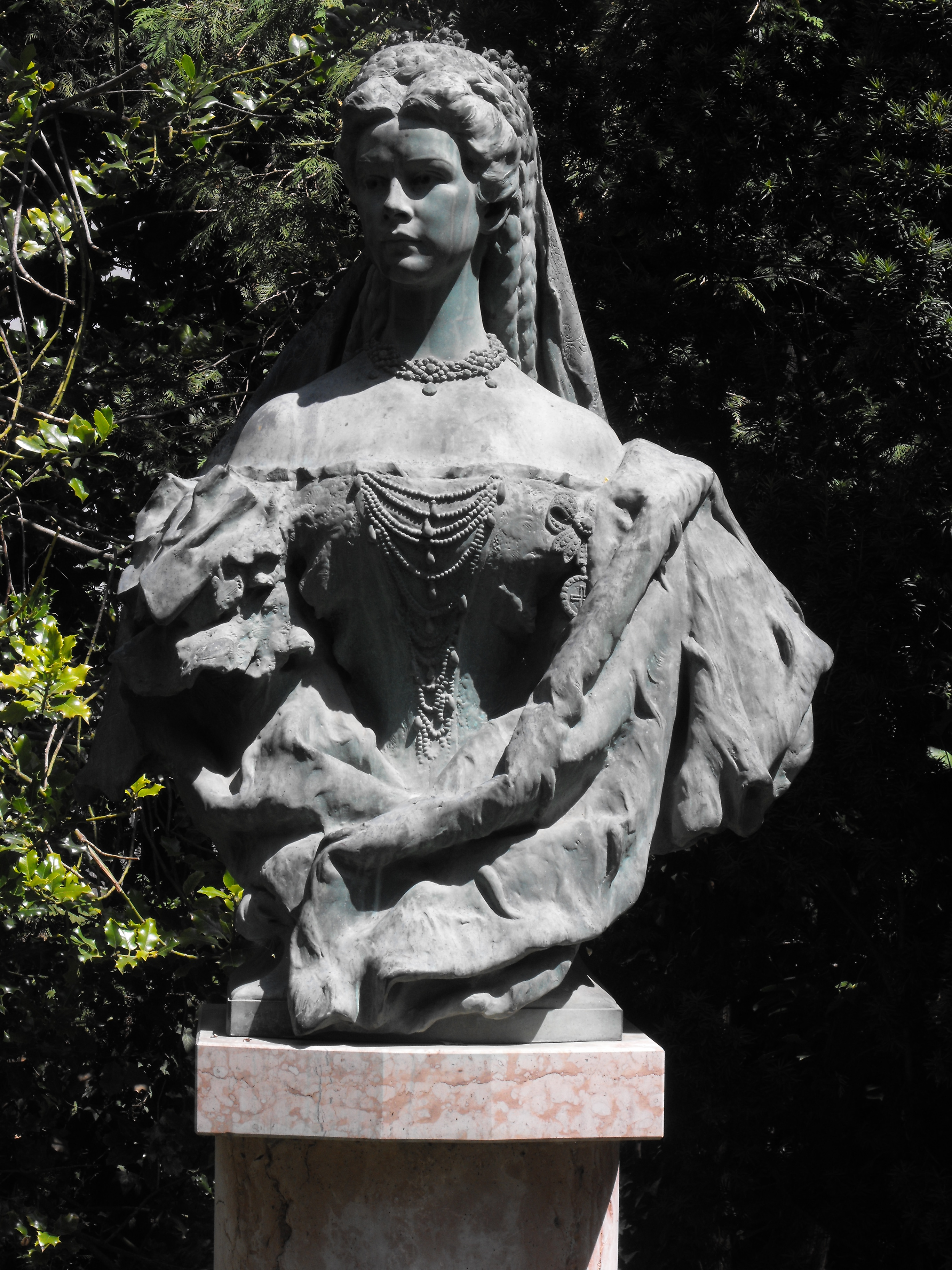
Erzsébet királyné mellszobra

Erzsébet királyné makói szobra a József Attila Múzeum kertjében áll; egyszerre tanúskodik alkotójának szakmai felkészültségéről, kiváló kompozíciós készségéről és szobrászi érzékenységéről.
A szobor alkotója Zala György, a kiváló magyar emlékműszobrász; műalkotását Arad város felkérésére készítette el az 1900-as évek elején. A trianoni békeszerződés következtében a várost Romániához csatolták, és az új hatalom szemében nemkívánatossá lett a Szabadság-szobor és a királyné bronzszobra. Csanád vármegye igényt tartott mindkettőre; utóbbit végül meg is szerezte, és korábbi helyéről, az aradi főtérről 1926-ban átszállították a vármegyei levéltárba. 1953-ban Péter László, a József Attila Múzeum igazgatója 1952 és '53 között megszerezte a műalkotást az intézmény számára. A 110 cm-es szobor ezután majd ötven évig raktárban porosodott, végül 1991. október 31-én állították fel a múzeum kertjében; az avatáson részt vett Habsburg Ottó, a Páneurópai Unió elnöke, a város díszpolgára.
Zala György sikerrel egyeztette össze a koronázási viseletben látható királyné reprezentatív megjelenését Erzsébet félénk bájával, tartózkodó szerénységével. Az eszményi alak hitelesen jeleníti meg Sissi intellektuális, tépelődő alkatát és gazdag érzelemvilágát.
Erzsébetet a magyar koronázáskor viselt ruhájában örökítette meg a művész, csípőig megmintázva. A félbe vágott alakot - a groteszkség elkerülése érdekében - Zala megtoldotta a bal vállról lecsüngő, csípő alá érő palásttal. Így a műalkotás szemlélőjének nem támad olyan érzése, hogy a szobor össze lenne nőve a talapzattal. A karokat teljesen eltakarja a ruha, csak a csupasz vállak emelkednek ki belőle. A fej kettős hajfonattal koszorúzott, kétoldalt fátyollal keretezett. A fej, a váll és a csípő ellentétes irányba fordulása azt az érzetet kelti, hogy Sissi éppen sétál.
A szobor különlegessége abban rejlik, hogy minden oldalról más a sziluettje, és hátulról nézve sem válik semmitmondóvá. Külön kiemelendő a bőr, haj, selyem és prém hiteles anyagszerűsége, valamint a fátyol finom csipkemintája, a derék domború hímzése és a palást hermelinjének érzékeny felülete. Az alkotó nagymértékben épített a fény-árnyék ellentétére és a drapéria festői hatásaira. A műalkotást igazán széppé teszi a márvány talapzat fakó rózsaszíne és a szobor egyenletes patinája.